# Euphrosynoplax clausa
Euphrosynoplax clausa är en kräftdjursart som beskrevs av Danièle Guinot 1969. Euphrosynoplax clausa ingår i släktet Euphrosynoplax och familjen Pseudorhombilidae. Inga underarter finns listade i Catalogue of Life.